# Zhou Ye
Pour les articles homonymes, voir Zhou.
Dans ce nom chinois, le nom de famille, Zhou, précède le nom personnel.
Zhou Ye (en chinois : 周也 ; née le 20 mai 1998 à Chongqing) est une actrice chinoise. Elle est surtout connue pour son rôle de Gu Xiang dans la série Word of Honor et de Wei Lai dans le film Shaonian de ni.

## Biographie

### Formation
Zhou étudie au lycée de Huizhou, dans la province du Guangdong. Dans sa jeunesse, elle s'intéresse au piano et au jeu. Après sa troisième année de lycée, elle intègre l'Académie de cinéma de Pékin dans le département d'arts dramatiques. Elle est la première personne originaire de Huizhou à intégrer l'école.

### Carrière
En 2019, alors qu'elle est encore étudiante, Zhou Ye fait ses débuts dans le film dramatique Shaonian de ni qui lui fait gagner la reconnaissance pour son rôle d'antagoniste. Elle est nommée pour le prix de l'actrice la plus prometteuse à la China Movie Channel (CCTV-6). Elle participe à la cérémonie d'ouverture des 28e Coqs d'or et fait partie des 32 acteurs du Young Actors Project de la CCTV-6. Dans ce cadre, elle participe à l'enregistrement d'une chanson,.
En 2019, Zhou Ye joue dans la série révolutionnaire The National Southwest Associated University And Us. Elle enchaîne l'année suivante dans le drama Word of Honor dans le rôle Gu Xiang. La même année, elle joue aussi le rôle Tang Susu dans la série documentaire The Cradle.

## Filmographie
Sauf indication contraire, les informations mentionnées dans cette section peuvent être confirmées par la base de données cinématographiques IMDb,  présente dans la section « Liens externes ».

### Cinéma
- 2019 : Beyond Belief (难以置信) de Lu Xiaoya (zh) : Du Xiaoman[11]
- 2019 : Shaonian de ni (少年的你) de Derek Tsang : Wei Lai[12]
- 2021 : La Brigade de Shandong (鐵道英雄) de Feng Yang : Zhuang Yan
- 2021 : Chinese Doctors (中国医生 d'Andrew Lau : Xiao Wen
- 2021 : 1921 de Huang Jianxin and Zheng Dasheng : Yang Kaihui
- 2023 : Hier, une fois de plus (倒数说爱你) de Gavin Lin (en) : Han Shuyan
- 2023 : Flaming Cloud (三贵情史) de Siyi Liu : Yu Yu
- 2023 : No More Bets (孤注一掷) de Shen Ao : Song Yu

### Télévision

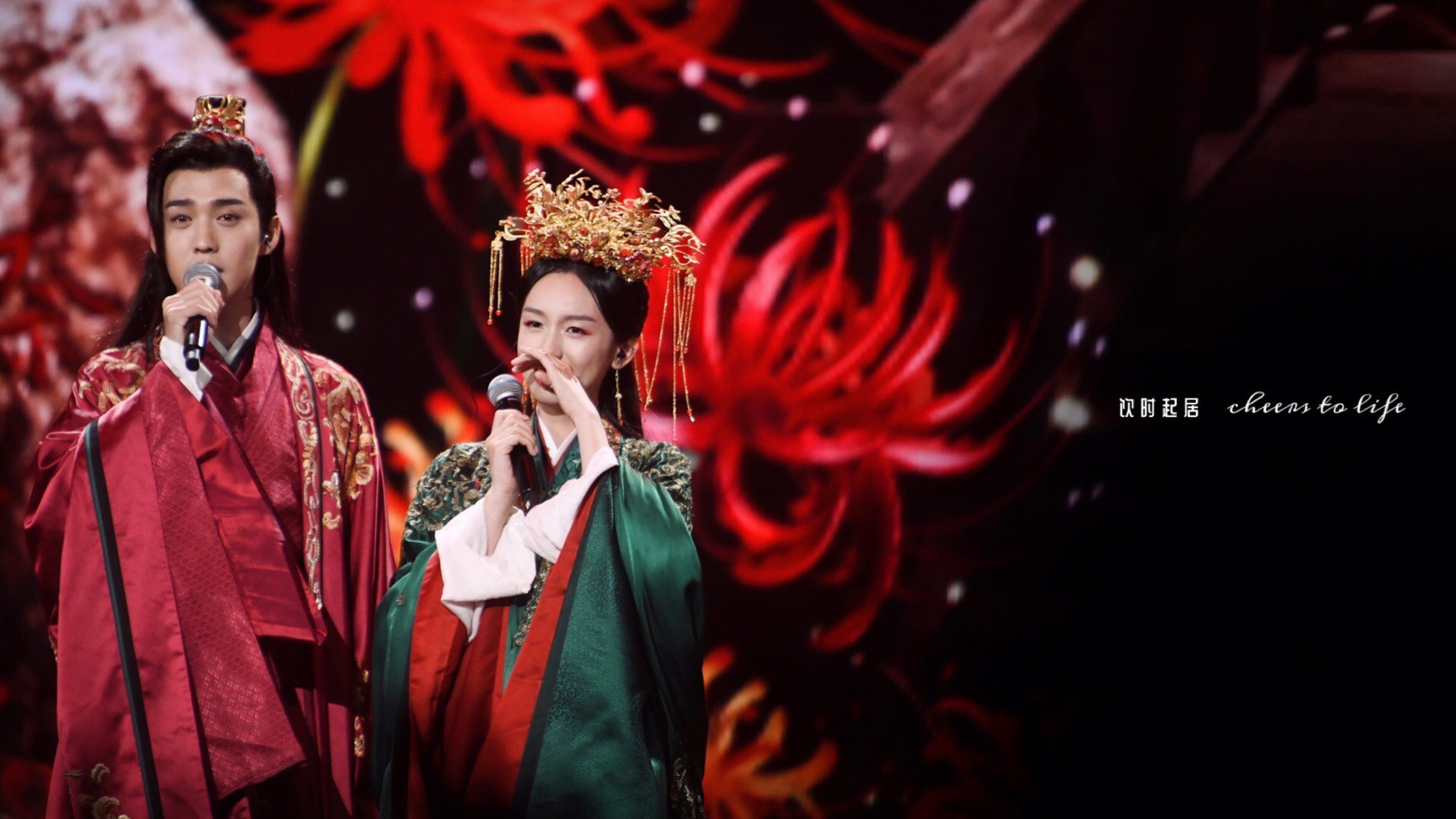
Zhou Ye avec Asher Ma en 2021, deux acteurs principaux de Word of Honor.

#### Séries télévisées
- 2019 : The National Southwest Associated University And Us (我们的西南联大) : Lin Huajun[8]
- 2019 : Reset in July (陪你到世界终结) : Liu Xichuan
- 2020 : Word of Honor (山河令) : Gu Xiang[9]
- 2020 : The Cradle (啊，摇篮) : Tang Susu
- 2021 : 50km Taohuawu : elle-même
- 2023 : De Retour du Gouffre (护心) : Yan Hui
- 2023 : Aime-moi, aime ma voix (很想很想你) : Gu Sheng / Sheng Sheng Man
- 2023 : Scent of time (为有暗香来) : Hua Qian
- 2023 : Natural High (现在就出发) (un épisode)
- 2024 : Tout le monde m'aime (别对我动心) : Yue Qian Ling

#### Émissions de télévision
- 2020 : Stand Firm (站稳了!朋友) : Invitée (Hunan Télévision)[13]
- 2021 : Wonderland (五十里桃花坞) : Résidente (Tencent Vidéo)[14]
- 2021 : Chinese Restaurant (émission de télévision) (中餐厅) : Invitée (Hunan Télévision)

## Discographie
- 2019 : 星辰大海 (« mer étoilée »)[6]

## Distinctions

### Récompenses
- Prix de la CCTV-6 2019 : Meilleure espoir féminine pour Shaonian de ni

### Nominations
- 27e Huading Awards : Meilleure actrice dans un second rôle pour Shaonian de ni[15]
- 14e Asian Film Awards : Meilleure actrice dans un second rôle pour Shaonian de ni[16]
- 33e Coqs d'or : Meilleure actrice dans un second rôle pour Shaonian de ni